# Turnera gardneriana
Turnera gardneriana är en passionsblomsväxtart som beskrevs av M.M. Arbo. Turnera gardneriana ingår i släktet Turnera och familjen passionsblomsväxter. Inga underarter finns listade i Catalogue of Life.